# Gewone duiker
De gewone duiker of duikerbok (Sylvicapra grimmia) is een evenhoevig zoogdier uit de onderfamilie duikers (Cephalophinae) van de holhoornigen (Bovidae). De soort komt voor in Afrika.

## Beschrijving
De gewone duiker is een middelgrote, slanke duiker, met langere poten en grotere oren dan andere duikers. Hij heeft een grijze tot gelig bruine vacht, met een grijzig witte buik. Dieren in vochtigere leefgebieden zijn donkerder gekleurd dan dieren in drogere leefgebieden. De grijze poten hebben een zwarte band vlak boven de hoeven. Van het voorhoofd naar de snuit loopt een zwarte streep. Het voorhoofd is roodbruin van kleur. De korte staart is wit aan de onderzijde en zwart aan de bovenzijde. Enkel het mannetje heeft hoorns. Deze hoorns bestaan uit 7 tot 18 centimeter lange punten.
De gewone duiker heeft een schofthoogte van 45 tot 70 centimeter en een staartlengte van 7 tot 19,5 centimeter. Vrouwtjes zijn over het algemeen groter dan mannetjes. Vrouwtjes hebben een kop-romplengte van 90 tot 115 centimeter en een lichaamsgewicht van 12 tot 25,5 kilogram, mannetjes een kop-romplengte van 70 tot 105 centimeter en een lichaamsgewicht van 11 tot 21,5 kilogram.

## Verspreiding en leefgebied
De gewone duiker leeft voornamelijk in beboste savannes en andere open bossen met verspreide struiken. Zolang er voldoende schuilplaatsen zijn, kan de gewone duiker ergens worden aangetroffen. Zelfs in buitenwijken kan de gewone duiker worden aangetroffen. Hij mijdt open vlakten en woestijnen. Anders dan de meeste andere duikers leeft de gewone duiker niet in dichte bossen. In bergen leven ze vrij hoog, tot op de alpine weiden. De gewone duiker komt in geheel Afrika ten zuiden van de Sahara voor, met uitzondering van gebieden met te dichte bossen of te droge woestijnen.

## Leefwijze
De gewone duiker rust op het heetst van de dag en grote delen van de nacht. De rest van de dag is de soort actief. Het vrouwtje rusten over het algemeen in dicht struikgewas, het mannetje op meer open en hogergelegen gebieden. De gewone duiker leeft solitair. Het mannetje heeft een territorium, die hij verdedigt tegen andere mannetjes. Vaak overlapt het territorium van een mannetje met het woongebied van een of meer vrouwtjes.
De gewone duiker eet voornamelijk de bladeren en scheuten van struiken, maar ook vruchten, peulvruchten, schors, bloemen, plantenwortels, knollen, paddenstoelen en soms gras. Hij eet soms ook dierlijk materiaal, als insecten en zelfs kikkers, vogels en kleine zoogdieren. Hij kan voor een lange tijd zonder drinken, want hij haalt voldoende vocht uit het voedsel.

## Voortplanting
Een vrouwtje krijgt per worp één jong, dat geboren wordt na een draagtijd van waarschijnlijk een maand of zes. Het jong wordt geboren in dicht struikgewas. Binnen een dag kan het kalf rennen, maar hij zal de eerste weken verborgen in het struikgewas blijven. Het vrouwtje komt twee tot drie keer per dag langs om het kalf te zogen. Bij gevaar maakt het jong een luid blatend geluid. De moeder is in staat kleine roofdieren weg te jagen door tegen ze aan te stoten. Het kalf groeit vrij snel: na zes maanden is het volgroeid en geslachtsrijp. Sommige vrouwtjes krijgen hun eerste kalf al als ze een jaar oud zijn. De gewone duiker kan maximaal twaalf jaar oud worden.

## Taxonomie
De wetenschappelijke naam van de soort werd als Capra grimmia in 1758 gepubliceerd door Carl Linnaeus. De soortaanduiding is een eerbetoon aan de Zweedse natuurvorser Herman Niklas Grim. De soort werd, onder het synoniem Antilope mergens Blainville, 1816, in 1837 door William Ogilby aangewezen als typesoort van het door hem voorgestelde geslacht Sylvicapra. Het is de enige soort die in dit geslacht wordt geplaatst.